# 己斐峠
己斐峠（こいとうげ・こいだお）は、広島県広島市西区己斐上と佐伯区五月が丘を結ぶ広島県道265号伴広島線の標高217メートルの峠。

## 概要
近くに国泰寺がある。峠道を含め付近は道幅が非常に狭い道路が続くが、五日市インターチェンジから広島市中心部へ抜ける道の一つとして数えられており、以前は大型トラックが通行する事も多かった。現在は高速4号線の開通により、己斐峠の大型トラックの通行頻度は低くなった。エイチ・ディー西広島の五月が丘線がこの峠を通行している。峠の頂上付近には地蔵が置かれている。
市内中心部よりも標高が高いため、冬季は少ないながら積雪も見られる。
距離自体は短いが後半の斜度が非常に高い難所である。斜度を是正するために頂上は切り通しになっている。

## 心霊スポットとしての己斐峠
かつて峠付近に存在した家屋で一家惨殺があった、一家心中があったなどの噂があり、当該家屋が心霊スポットとして人気があったが、現在は家屋は取り壊されて資材置き場となっている。一家惨殺の記録は無く心中もしておらず、そもそも家屋の所有権は個人ではなく工務店であり、造りや間取りも工務店然としたものであった。峠付近でかつて車内心中と首吊り自殺があったのは事実だが、どちらも家屋とは無関係であり自殺者は近隣の住人ではない。